# 1222 en santé et médecine
| Années de la santé et de la médecine : 1219 - 1220 - 1221 - 1222 - 1223 - 1224 - 1225    |
| Décennies de la santé et de la médecine : 1190 - 1200 - 1210 - 1220 - 1230 - 1240 - 1250 |

Cet article présente les faits marquants de l'année 1222 en santé et médecine.

## Événements

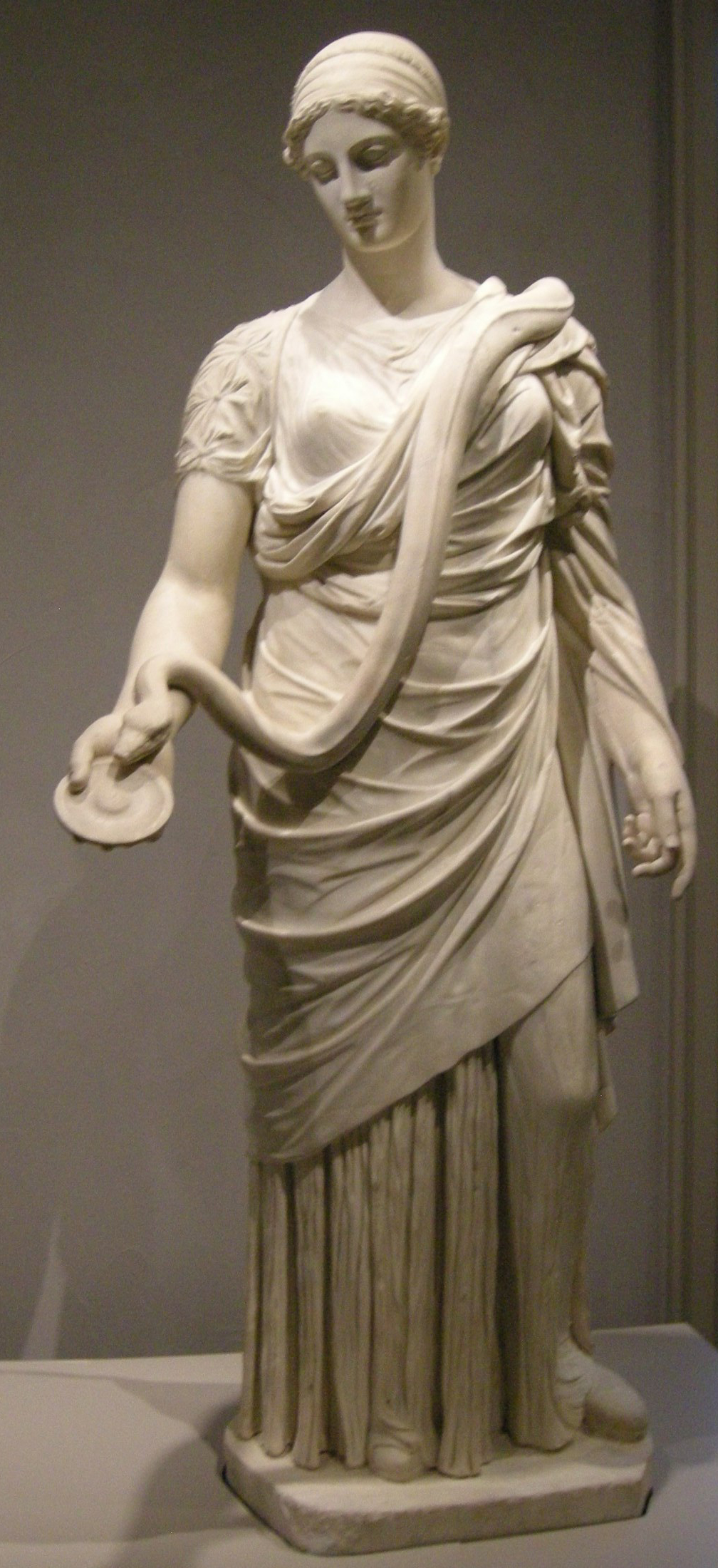
La déesse Hygie

- 29 septembre : fondation, par des professeurs et des étudiants venus de Bologne, de l'université de Padoue, où la médecine sera très tôt enseignée et, à partir de 1399, formera, avec la rhétorique, la philosophie et l'astronomie, l'une des quatre disciplines de la faculté des arts libéraux (universitas artistarum[2]).
- La « coupe d'Hygie » ou « caducée des pharmaciens », qui n'apparaîtra en France qu'en 1820 sur le jeton de la Société de pharmacie gravé par Jacques-Jean Barre,  figurerait déjà sur la bannière des apothicaires de Padoue comme emblème de leur profession[3].
- L'hôpital de Pontiffroy est rattaché à l'hospice Saint-Nicolas de Metz[4],[5].
- Les chevaliers teutoniques fondent une maladrerie hors les murs de Sarrebourg, dans la principauté épiscopale de Metz[6].
- Première mention de la léproserie de l'Arc, qui donnera son nom au hameau de La Malate (c'est-à-dire « maladrerie »), à Montfaucon près Besançon dans le comté de Bourgogne[7].
- À Louvain, dans le duché de Brabant, le Saint-Hospice qui est à l'origine de l'actuel hôpital universitaire (nl) est transféré sur les bords de la Dyle[8].
- À Paris, l'hôpital Sainte-Opportune devient hôpital Sainte-Catherine et se consacre à l'accueil « des jeunes filles et femmes arrivant de province », aux soins aux malades et à « l'ensevelissement des cadavres des individus morts en prison, en la rivière ou par la ville[9] ».
- Première mention de l'hôpital Saint-Bernard de Troyes[10].
- Selon Blondus (lib. VII, dec. II : « De peste »), cité par Jean Antoine Ozanam, « une phtisie épidémique f[ait] périr à Rome un grand nombre de personnes[11] ».

## Naissance
- 1222 ou 1223 : David ben Abraham Maïmonide (mort en 1300), médecin, chef religieux de la communauté juive d'Égypte, petit-fils de Moïse Maïmonide[12].

## Décès
- Nağīb al-Dīn al-Samarqandī (né à une date inconnue), auteur de nombreux ouvrages de médecine, parmi lesquels on peut citer le « Formulaire médical » (Kitāb al-qarābādīn 'alā tartīb al-'ilal[13]), et  « Les Causes et les Symptômes » (Al-Asbāb wa-l-ʿalāmāt[14]).